# Finsensvej
Finsensvej er en vej i Frederiksberg Kommune, der er opkaldt efter Niels Finsen. Vejen hed tidligere Lampevej. Den er 1,683 km lang og går fra Nordre Fasanvej, hvor den skifter navn fra Howitzvej til Sønderjyllands Alle, hvor den ved kommunegrænsen bliver til Jernbane Alle. Undervejs krydser den blandt andet Dalgas Boulevard og går under jernbanesporene på Frederikssundbanen.

## Historie
Finsensvej er anlagt i 1755 og hed sammen med Howitzvej, oprindeligt Lampevej.

## Bygninger
På Finsensvej kan man (eller har man kunnet) finde følgende etablissementer:
- Nr. 3-13: Krystalgården, opført i 1969 og tegnet af Jørgen Buschardt. Her lå tidligere først Bryggeriet Frederiksberg og dernæst (i nr. 9) Krystalisværket tegnet af Carl Harild m.fl.
- Nr. 15: Patientombuddet
- Nr. 39A: Nordisk Radio A/S, opført i 1946 og tegnet af Einar Rosenstand
- Nr. 47 A-B: tegnet af Ole Hagen
- Nr. 61-71: Treleddet, et boligkompleks opført 1930-31 og tegnet af Thorvald Dreyer sammen med Palle Suenson
- Solbjerg Have 2-32 og Lauritz Sørensens Vej 25-127: Boligbebyggelsen Solberg Have, opført 1977-80 ved Fællestegnestuen. Her lå tidligere Solbjerg Mejeri under Det Danske Mælke-Compagni opført 1925 ved Thorvald Gundestrup
- Nr. 74: Frederiksberg Kommunes elektricitetsværk opført i 1908 og tegnet af Hans Wright
- Nr. 76: Frederiksberg Gasværk, etableret (på denne adresse) 1895
- OK-Klubben